# Гуральский народный костюм

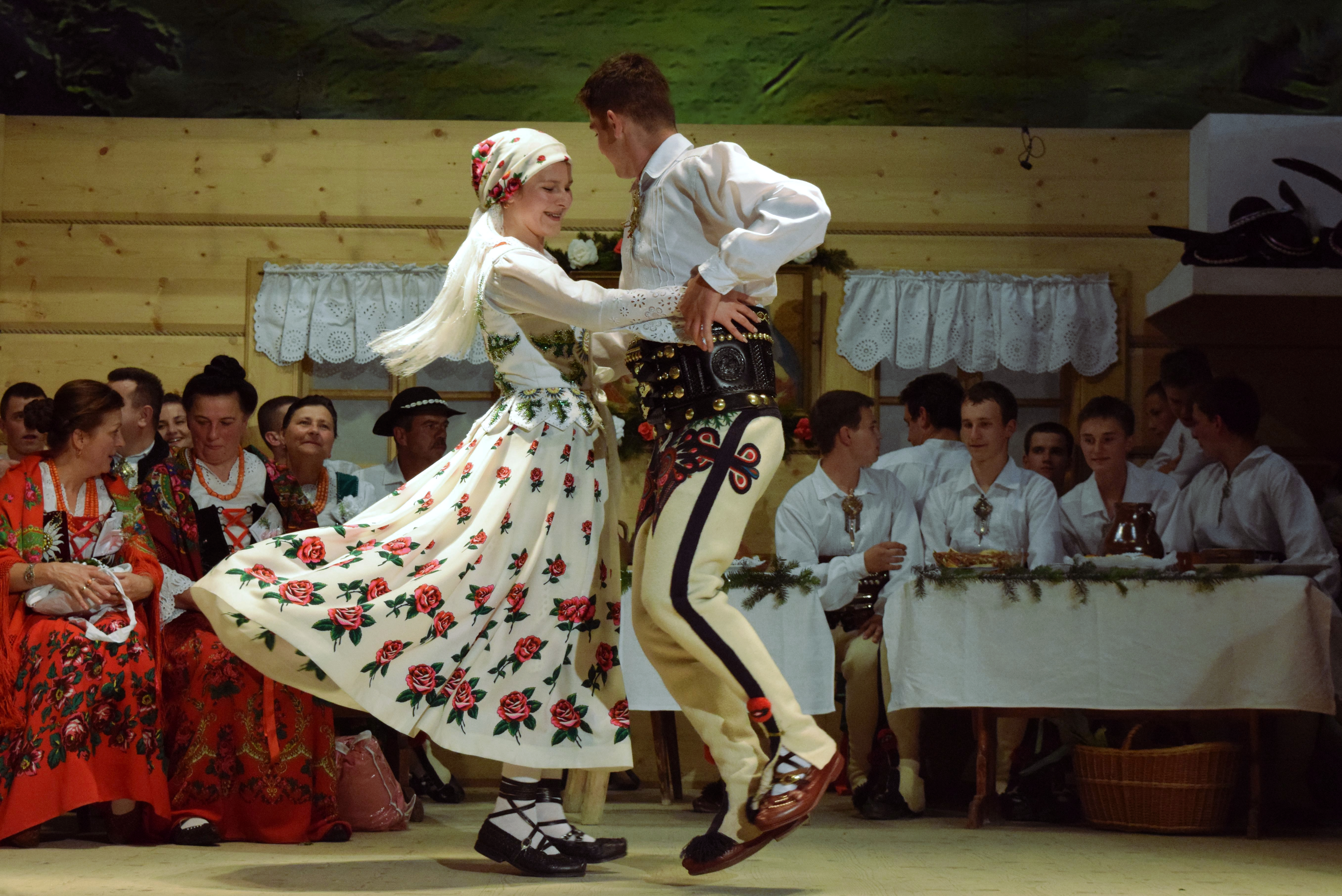
«Гуральская свадьба»

Гуральский народный костюм — традиционный костюм гуралей (этнокультурной группы поляков-горцев).

## Описание
Богато декорированные вышивкой и узорами народные костюмы гуралей появились относительно недавно — в конце XIX века. До этого их одежда не имела подобных украшений. Так согласно сведениям 1870-х годов, новотаргские гурали носили штаны из белого сукна. По швам они обшивались чёрно-белыми шерстяными нитками. Между двумя кусками сукна вшивалась кайма (облямек), чтобы не обтрепались края.

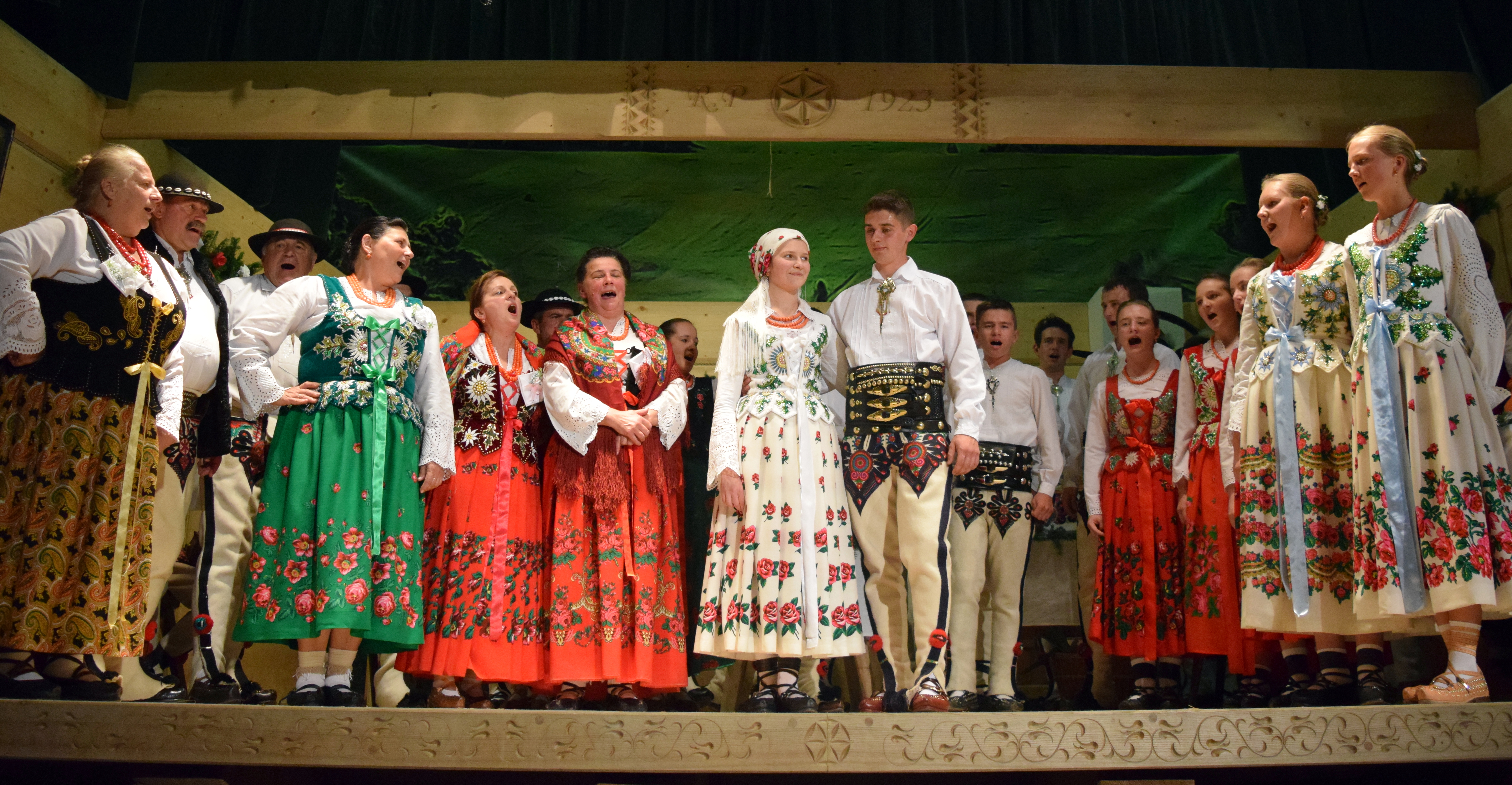
«Гуральская свадьба»

По воспоминаниям старожилов, впервые украшенные шнурами штаны привёз из Венгрии отец крестьянина Юзека Вальцака из Скибувек. Эти шнуры из белой и чёрной скрученной шерсти нашивались вдоль швов. Гуральские мастера стали усложнять узоры, заменяли шнуры цветной вышивкой. Спереди на штанах стали вышивать сложные орнаментальные композиции, получившие название пажениц. Орнамент паженицы имеет форму сердца. В центре размещается циркульная розетка, звезда или растительный мотив в круге. Старинные паженцы имели более скромный декор: орнамент в виде огнива или петлеобразных клещей. Узор пажениц может отличаться в зависимости от региона, однако их общий стиль остаётся неизменным. Подобный стиль украшений характерен для традиционной одежды и остального населения Карпатской области (венгров, румынов, словаков, прикарпатских украинцев).
Важной частью гуральского костюма являются цухи — мужские короткие куртки из белого сукна, украшенные разноцветной вышивкой. По традиции, вышивкой у гуралей занимались мужчины. Цужи и вышитые штаны (портки) входят в состав праздничного костюма. Цухи и портки пожилых гуралей как правило имеют более скромную вышивку.